# Walddrehna

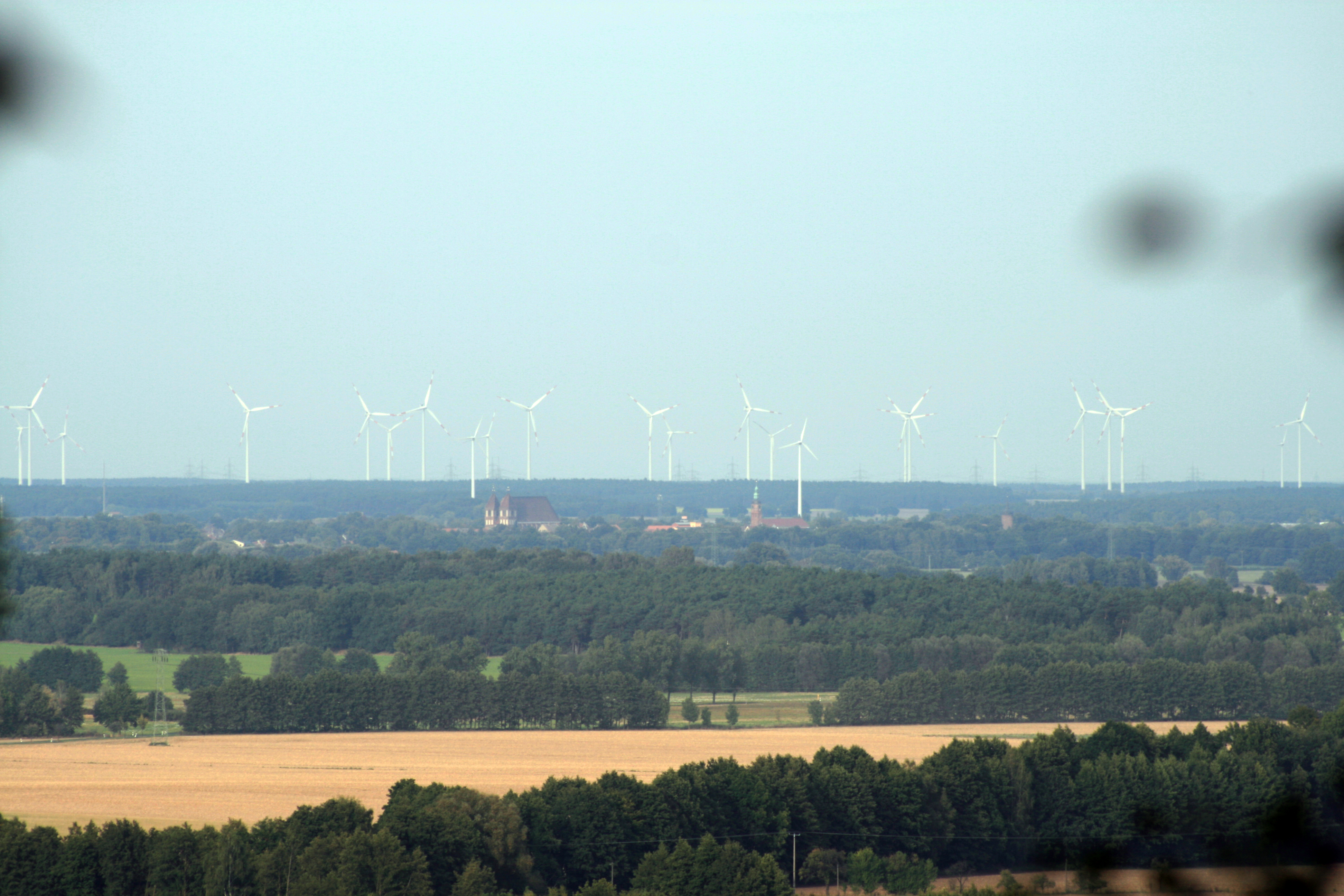
Blick vom Königsberg ins Luckauer Becken mit der Stadtsilhouette Luckaus

Walddrehna (niedersorbisch Serbski Drjenow) ist der größte Ortsteil der Gemeinde Heideblick im südbrandenburgischen Landkreis Dahme-Spreewald.

## Lage
Der Ort befindet sich etwa zwölf Kilometer südwestlich der Stadt Luckau an der Landesstraße 561. Das Dorf liegt direkt an der Berlin-Dresdener Eisenbahnlinie mit eigenem Haltepunkt. Die Regionalbahnlinie RE8 hält alle zwei Stunden im Ort.
Walddrehna liegt auf dem Hochplateau des Niederlausitzer Grenzwalls, der etwa 1 km nordöstlich des Dorfes um etwa 70 m steil in das Luckaer Becken abfällt. Das Dorf ist an allen Seiten von Kiefernwäldern umgeben. Westlich grenzt Walddrehna an die Rochauer Heide, eines der größten geschlossenen Waldgebiete Brandenburgs. Die höchsten Erhebungen sind der Mosesberg und der Grüne Berg mit 140,5 m sowie der Königsberg mit 139,8 m. Unweit des Königsbergs in den Gehrener Bergen liegt auf der Gemarkung Walddrehnas der größte Findling Südbrandenburgs, der Teufelsstein.

## Geschichte

### Erste urkundliche Erwähnung
Der Ort wurde urkundlich erstmals im Jahre 1481 in einer Belehnungsurkunde als Drenau erwähnt. In früheren Urkunden aus den Jahren 1446 und 1460 ist ein Michel von Drenow erwähnt. Ab dem 15.  Jahrhundert bekam der Ort den Zusatz Wendisch oder Windisch, um eine Verwechslung mit dem nahe gelegenen Deutsch, später Fürstlich – Drehna auszuschließen. Im Zuge der Germanisierung sorbischer Ortsnamen unter nationalsozialistischer Herrschaft wurde Wendisch-Drehna 1937 in „Walddrehna“ umbenannt. Im Gegensatz zu den meisten anderen umbenannten Orten erhielt Wendisch-Drehna seinen ursprünglichen Namen nach dem Krieg nicht zurück.

### Frühgeschichte
Zwei bronzezeitliche Urnengräber der Lausitzer Kultur zeugen von einer ersten Besiedelung in Walddrehna zwischen ca. 1400 und 500 v. Chr. Etwa 700 Jahre später, ca. 200 n. Chr., lassen sich in Walddrehna Germanen nieder. Bei bauhistorischen Untersuchungen an der Dorfkirche fielen Steine ungewöhnlicher Gestalt ins Auge. Bei diesen Steinen handelt es sich um sogenannte Schlackesteine, die als Abfallprodukte bei der Herstellung von Eisen entstanden. Hierbei wurde der eisenhaltige Raseneisenstein im sogenannten Rennofen verhüttet. Germanische Rennöfen wurden bei archäologischen Grabungen in der Nähe von Waltersdorf (bei Luckau) gefunden. Durch die Vielzahl von Schlackeresten, die um Walddrehna gefunden wurden, lässt dies auf eine germanische Eisenverhüttung im Ort schließen. Die hier ansässigen Germanen zogen während der großen Völkerwanderung in das Gebiet des heutigen Thüringens ab. Das freigewordene Gebiet östlich der Elbe wurde vom slawischen Stamm der Lusitzi besetzt.

### Mittelalter
Auf dem „Grünen Berg“ zwischen Walddrehna und Gehren errichteten unbekannte Erbauer um das Jahr 960 die angeblich nach dem Markgrafen Gero benannte Burg Jarina. Wahrscheinlich steht die Errichtung der für die mittelalterliche Niederlausitz einzigartigen Höhenburg im Zusammenhang mit dem drei Jahre später belegten Feldzug des Markgrafen gegen den hier ansässigen Stamm der slawischen Lusitzi, deren Fürsten er dem ostfränkischen Kaiser Otto I. tributpflichtig machte. Rund 50 Jahre später, wohl für das Jahr 1010, wurde die Burg im Zusammenhang mit den Polenfeldzügen Heinrichs II. in der Chronik des Thietmar von Merseburg erstmals erwähnt. Bei seinem dritten Feldzug gegen den polnischen Herzog Bolesław Chrobry, der die Machtstellung Heinrichs als gottunmittelbare Autorität nicht anerkennen wollte, versammelte er sein Heer in Belgern an der Elbe. Auf dem Weg in das Feindesland erkrankte Heinrich jedoch bei der Burg Jarina, die mittlerweile unter der Führung des Markgrafen Gero stand, und nahm sein Krankenbett auf dieser Burg. Hier nahmen sie zwei Brüder aus der Burg Brandenburg an der Havel fest, welche den Böhmenkönig aufgesucht hatten, um gegen Heinrich II. zu opponieren. Als sie sich weigerten von ihrem Plan zu berichten, wurden sie auf einer nahegelegenen Anhöhe, wohl auf dem Grünen Berg, gehängt. Der Kaiser kehrte in Begleitung einiger Bischöfe ins Reich zurück. Die übrigen Kontingente verwüsteten das umliegende Gebiet, bevor sie ebenfalls den Heimzug antraten. Nachdem das Gebiet zwischen Elbe und Lausitzer Neiße im 11./12. Jahrhundert endgültig unterworfen war, wanderten Siedler aus dem süd- und mitteldeutschen Raum in die noch dünn besiedelte Mark Lausitz ein und gründeten in der zweiten Hälfte des 12. Jahrhunderts das Straßendorf Wendischdrehna. Einige Jahre später, im letzten Viertel des 12. Jahrhunderts wurde die romanische Feldsteinkirche als Rechtecksaal mit eingezogener halbrunder Apsis errichtet und zählt somit als Teil einer kleinen Kirchengruppe südlich von Luckau zu den ältesten Bauwerken Brandenburgs. Nach einem Brand im 15. Jahrhundert wurde die Kirche im spätgotischen Stil wiederaufgebaut. Alle Fenster- und Türöffnungen wurden spitzbogig mit Formsteinarchivolten umgebaut. Auf den beiden Feldsteinrundpfeiler vor dem Westgiebel wurden hohe Spitzbogenarkaden aufgesetzt, auf denen ein achtseitiger Backsteinhelm ruht. Das Dorf gehörte von alters her zur Herrschaft Sonnewalde und bestand bis ins 16. Jahrhundert aus sieben Bauerngehöften, einer Schänke und einer Windmühle auf dem Grünen Berg. Wohl im ausgehenden 16. Jahrhundert wurde von den Herren von Sonnewalde am östlichen Dorfrand ein gräfliches Jagdschloss als zweigeschossiger Fachwerkbau errichtet, welches später als Försterei genutzt wurde.
Im mittelalterlichen Dorf Wendischdrehna kreuzten sich zwei der bedeutendsten Handelsrouten der Niederlausitz. Die eine führte von Hamburg und Lüneburg nach Schlesien, Böhmen und Österreich, während die zweite, als Frankfurter Geleis bezeichnet, Leipzig und Mitteldeutschland mit Frankfurt (Oder) und Ostpreußen verband und sich so zu Zeiten der Hanse zu einem der bedeutendsten Handelswege Mitteleuropas entwickeln konnte. Im Laufe des 16. und 17. Jahrhunderts verlagerte sich der Wegeverlauf etwa 2 km nach Norden und entsprach nun der heutigen Bundesstraße 87. Dieses hohe Verkehrsaufkommen war wahrscheinlich auch der Grund, warum das Dominikanerkloster Luckau um 1500 in Wendischdrehna einen Bettelsordensbezirk einrichtete. Neben dem Handelsverkehr dienten die Handelsstraßen auch als bevorzugte Route für Pilger, da die nötige Infrastruktur vorhanden war. Der Handelsweg von Frankfurt/Oder nach Leipzig wurde somit zu einem der Hauptpilgerwege aus den östlichen deutschen Provinzen und Polen auf dem Jakobsweg zum Grab des Heiligen Jakobus in Santiago de Compostela. Neben der Landwirtschaft entwickelte sich der Bergbau zu einem wichtigen Erwerbszweig. Im Jahr 1561 wurde ausweislich einer Rechnung erstmals Kalk weiterverarbeitet und nach Sonnewalde geliefert.

### Neuzeit
Der größte Einschnitt in der Ortsgeschichte kam während des Dreißigjährigen Krieges im Winter der Jahre 1636/1637. Die schwedischen Truppen hausten in der Niederlausitz und verwüsteten und verbrannten auch das Dorf Wendischdrehna. Alle Einwohner wurden entweder getötet oder hatten das Dorf verlassen. Nur die Kirche, die Försterei und die Schänke haben die Schrecken dieses Krieges überstanden. In der zweiten Hälfte des 17. Jahrhunderts errichtete der Graf Solms von Sonnewalde einen Gutsbezirk mit Gutshof, Schäferei und einer Ziegelei und beanspruchte damit gut 80 Prozent der Dorffläche. Er nutzte dabei einen zweigeschossigen Fachwerkbau aus dem 16. Jahrhundert, der als Forsthaus errichtet worden war und nun als Jagdschloss diente. Im Jahr 1718 bestand der Gutsbezirk Wendisch-Drehna mit einem Vorwerk Drehna, einem Krug, einem gräflichen Jagdschloss sowie einem Hammelstall. Das Jagdschloss sowie die Hälfte des Hammelstalls nutzte der Graf selbst; die übrigen Anteile wurden verpachtet. Zu den wirtschaftlich erfolgreichsten Pächtern zählte Heinrich Wilhelm Nathusius, der zu einem späteren Zeitpunkt auch die Güter in Weissagk und Waltersdorf pachtete. Mit der Zeit siedelten sich wieder Bauern im Dorf an, die 252 ha bewirtschaften konnten. Bis zur einsetzenden Industrialisierung gab es im Ort 7 Großgärtner, 9 Mittelgärtner, 6 Kleingärtner und 2 Häusler sowie die Gutspächter und deren Angestellte. Der Hammelstall wurde zu einem späteren Zeitpunkt zur Schäferei Karlshof ausgebaut; eine Überreste befinden sich im 21. Jahrhundert an der Straße nach Waltersdorf. Die Haupteinnahmequelle des Guts war jedoch die Brennerei, die einen 92%igen Sprit produzierte.

### Industrialisierung

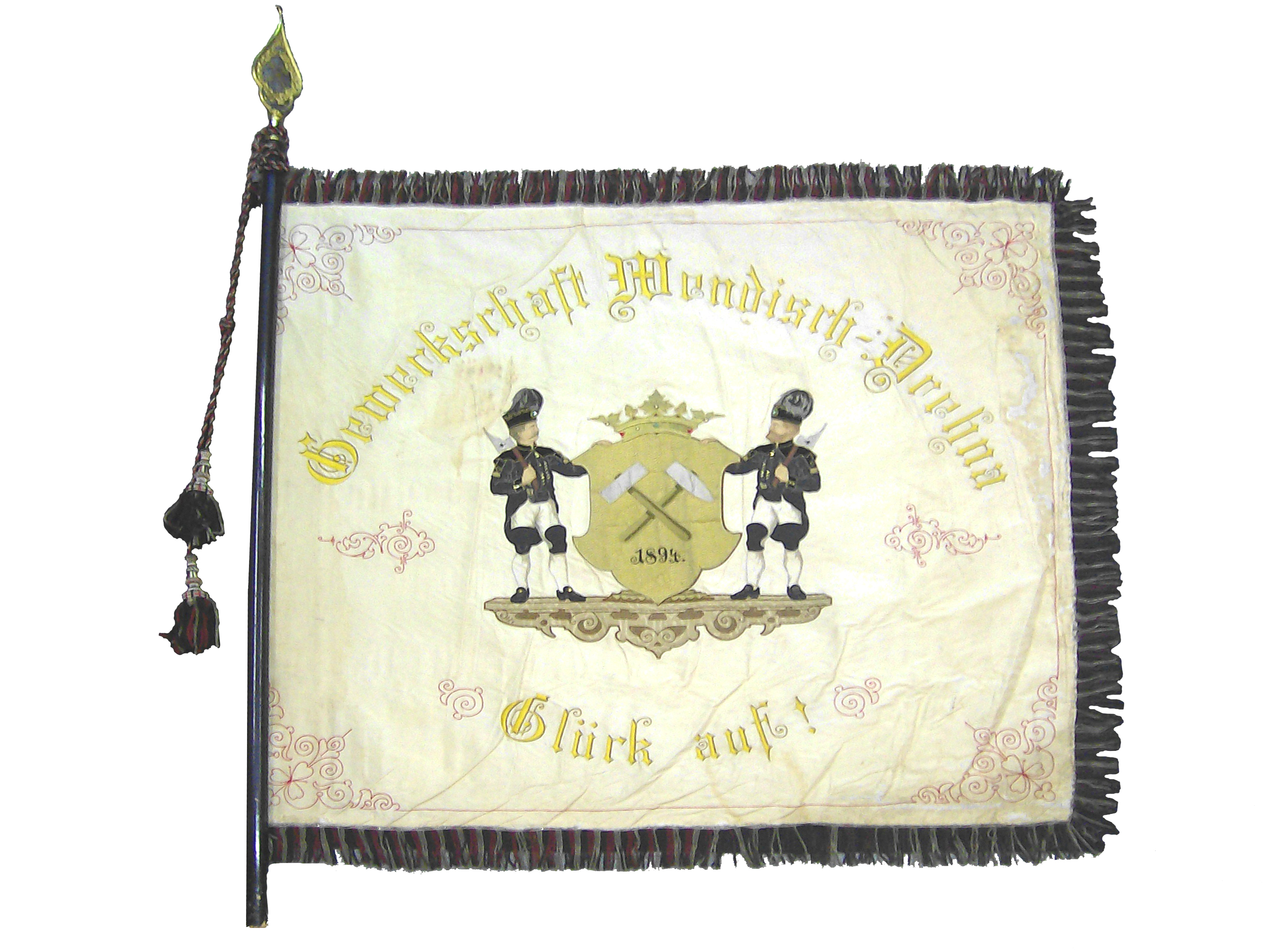
Fahne der Gewerkschaft für die Braunkohlenwerke Wendisch Drehna

Durch den Grafen Solms von Sonnenwalde wurde auf dem Gut in den Jahren 1833 bis 1836 eine Brennerei errichtet. 1854 wurde ebenfalls durch den Grafen eine der ersten Braunkohlengruben in der Niederlausitz eröffnet. Hierbei wurde die Kohle unter Tage gefördert und mittels einer Haspel zu Tage gefördert. 20 Jahre später wurde an gleicher Stelle die Grube Franziska bergbehördlich angemeldet. Der Abbau erfolgte in flachen, unterirdischen Schächten die bis 40 m hinab reichten. Ab 1877 wurde die Kohle mittels einer Pferdebahn zum Bahnhof Wendischdrehna transportiert und verladen. In den sieben Jahren des Betriebs der Grube wurden 20.000 Tonnen Kohle gefördert.
Die eigentliche Industrialisierung setzte mit der Inbetriebnahme der Bahnstation Drähna der Berlin-Dresdener-Eisenbahn im Jahr 1875 ein. Dies führte zur Ansiedelung von mehreren Fabriken wie einer Blumentopf und Tonwarenfabrik, einem Dampfsäge- und Hobelwerks, einer Dampfmühle und einer Konservenfabrik. Nach der Inbetriebnahme der Braunkohlengrube Barbarossa in der Nachbargemeinde Gehren wurde 1894 eine mit Dampfmaschine betriebene 3100 m lange Drahtseilbahn errichtet, welche die Kohle von Gehren zum Bahnhof Wendischdrehna transportierte. Später errichtete man südlich des Bahnhofs eine Preß-Kohlenfabrik (Brikettfabrik). 1899 wurde die Braunkohlenförderung im Förderraum Wendischdrehna infolge einer Insolvenz eingestellt.
Durch die Ansiedelung dieser Industriezweige in Drähna und den dadurch vorhandenen neuen Arbeitsplätze kam es zu einem sprunghaften Anstieg der Bevölkerung. Von 228 Einwohnern im Jahre 1840 stieg die Zahl bis zum Jahr 1900 auf 514. Dies führte zur Erweiterung des Dorfes. So wurde zum Beispiel die neu angelegte Straße vom Dorf zum südlich davon gelegenen Bahnhof bebaut. Auch die heutige Poststraße wurde in südlicher Richtung erweitert. Das alte Schulgebäude wurde im Jahr 1905 für 215 Mark an einen Dorfbewohner verkauft und ein Neubau errichtet. Der Gutsbezirk wurde mit Wirkung zum 1. Oktober 1928 aufgelöst und in das Dorf eingemeindet.

### Neuere Geschichte nach 1945
Kurz nach dem Ende des Zweiten Weltkrieges wurde das gesamte Dorf von der Roten Armee besetzt. Alle Dorfbewohner mussten ihre Höfe verlassen und wurden im Dorf Beesdau einquartiert. Nach der Rückkehr waren u. a. die Brennerei und der Kuhstall des Gutshofes abgebrannt. Auslöser waren sowjetische Soldaten, dies sich mit dem in der Brennerei gelagerten, hochprozentigen Schnaps betranken. Dabei kam ein Soldat ums Leben, woraufhin der Kommandant das Brennereigebäude auf dem Gutshof anzünden ließ. Die Gemeinde vermutete auf einer Informationstafel am Dorfanger, dass durch Funkenflug der Kuhstall Feuer fing und wie auch die Brennerei auf die Grundmauern niederbrannte. Das Gutshaus wurde als Gemeindebüro und anschließend bis 1989 als Kinderkrippe genutzt.
Im Mai 1971 wurde das Eisenbahnbauregiment 2 „Erich Steinfurth“ von Gehren (Heideblick) nach Walddrehna in eine neu errichtete Kaserne mit Anschluss an die Berlin-Dresdener-Eisenbahnlinie verlegt. Im gleichen Zuge wurden vier Wohnblöcke, eine Oberschule mit Turnhalle und eine Kita in der Pilzheide errichtet. In der Försterei kam es 1971 zu einem Schornsteinbrand, bei dem das Gebäude stark beschädigt und anschließend abgerissen wurde. Im Jahr 1978 entstand in der Pilzheide eine neue Schule und der Schulbetrieb am Lindenplatz wurde eingestellt.
Nach der Wende wurde die Kaserne geschlossen und das gesamte Gelände bildet heute einen Solarpark. Die Oberschule wird als Grundschule und Kindertagesstätte weitergeführt.
Am 26. Oktober 2003 erfolgte der Zusammenschluss von der Gemeinde Walddrehna mit den Ortsteilen Wehnsdorf, Schwarzenburg und Neusorgefeld mit der Gemeinde Heideblick.

### Einwohnerentwicklung
| 1840 | 228 |  | 1946 | 0.727 |  | 1998 | 1.156 |  | 2010 | 671 |
| 1890 | 395 |  | 1993 | 1.278 |  | 1999 | 1.066 |  |      |     |
| 1900 | 514 |  | 1994 | 1.276 |  | 2000 | 1.062 |  |      |     |
| 1910 | 605 |  | 1995 | 1.317 |  | 2001 | 1.089 |  |      |     |
| 1925 | 554 |  | 1996 | 1.256 |  | 2002 | 1.057 |  |      |     |
| 1933 | 586 |  | 1997 | 1.213 |  | 2006 | 0.811 |  |      |     |

## Verkehrsanbindung
Der Bahnhof Walddrehna liegt an der Bahnstrecke Berlin–Dresden und wird von der Regional-Express-Linie RE 8 Berlin Hbf–Elsterwerda im Zwei-Stunden-Takt bedient.

## Kultur und Sehenswürdigkeiten

### Bauwerke

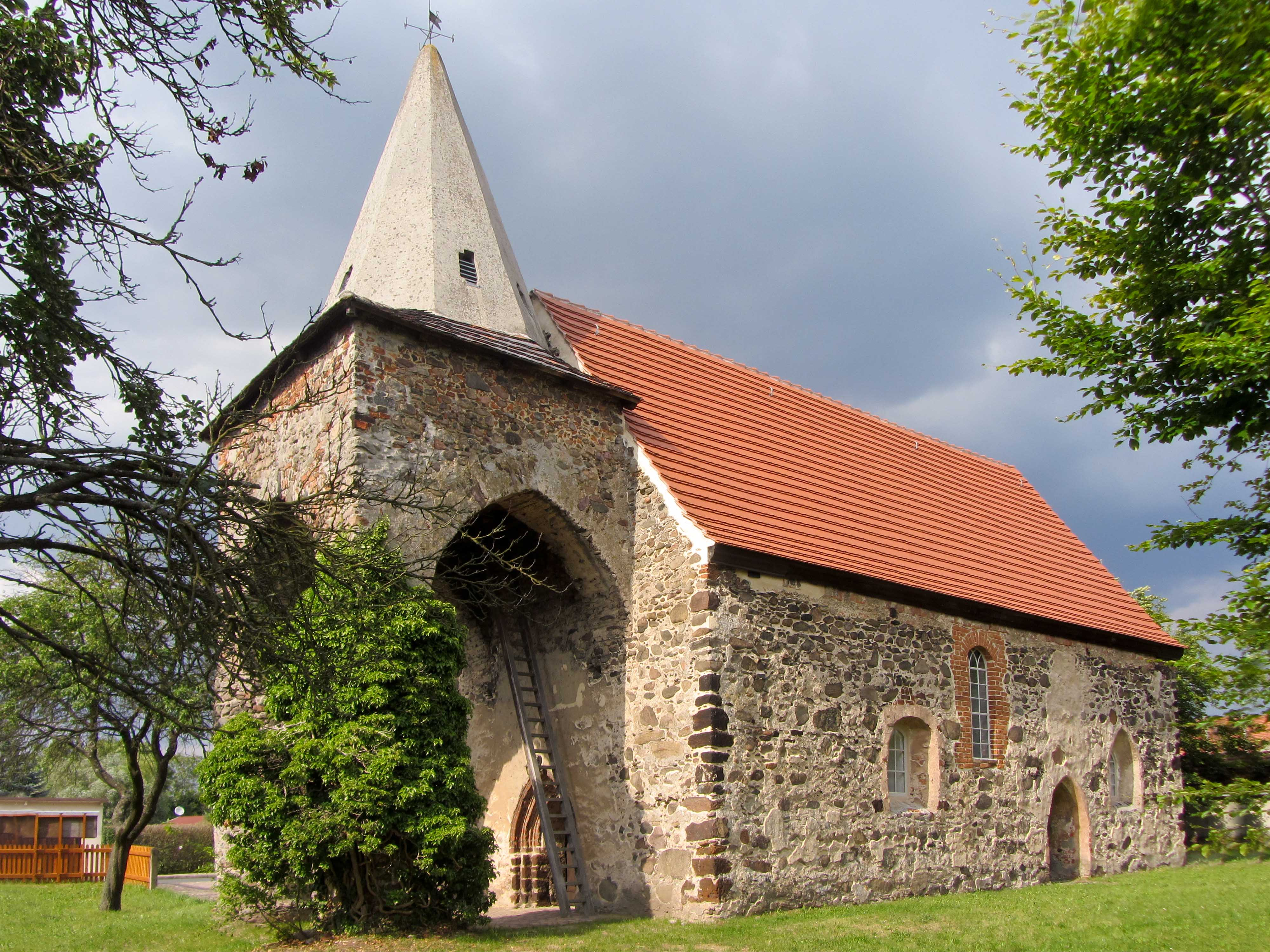
Dorfkirche Walddrehna

- Die Dorfkirche Walddrehnas wurde als Feldsteinkirche wahrscheinlich im letzten Viertel des 12. Jh. errichtet und nach einem Brand im 15. Jahrhundert spätgotisch wieder aufgebaut. Aus dieser Zeit stammt die nach drei Seiten offene Vorhalle des Turms, die die Kirche einmalig macht. Von der Innenausstattung ist die sitzende Heiligenfigur des „Jacobus Major“ aus dem 15. Jahrhundert erwähnenswert.

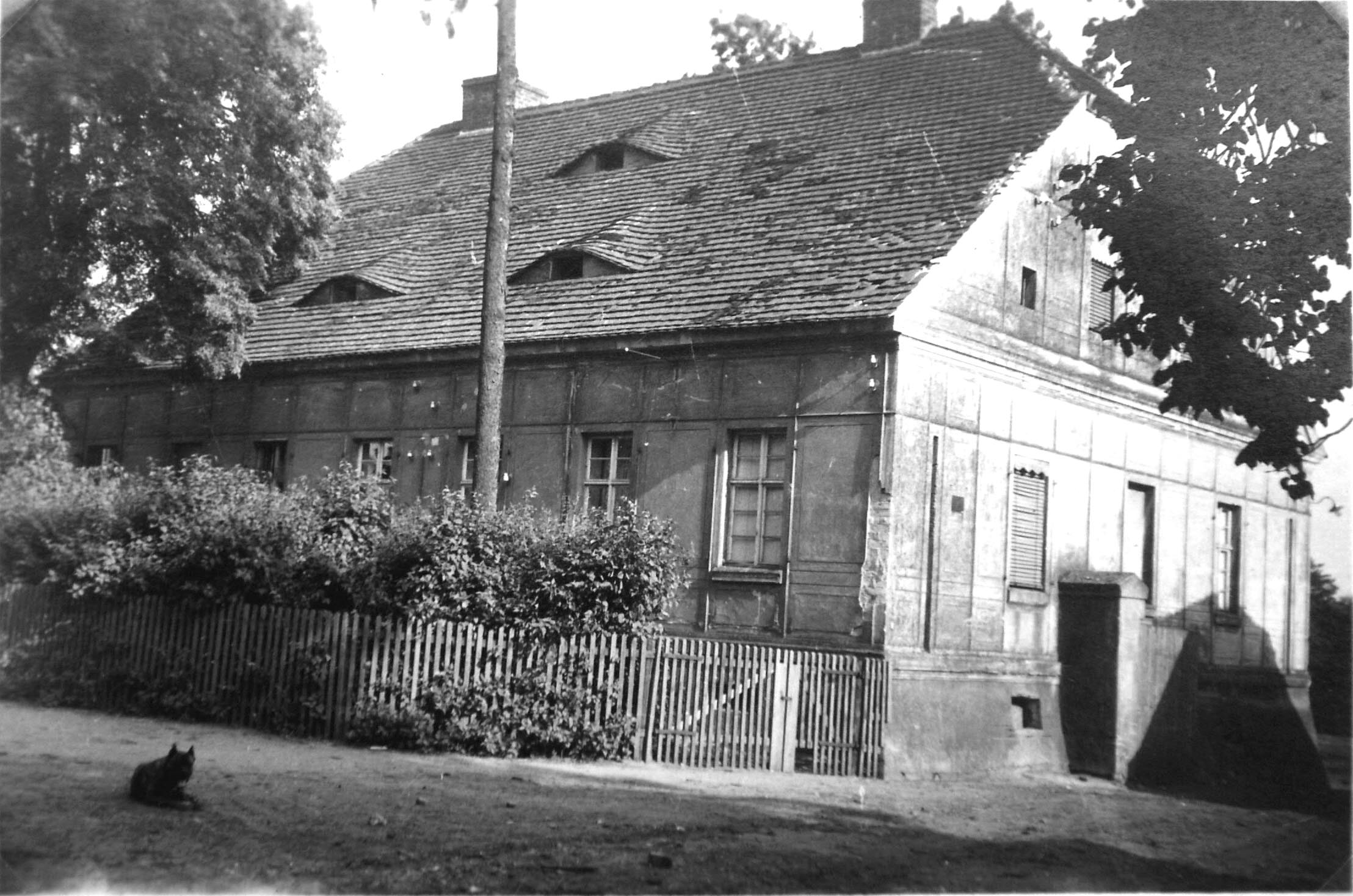
Gutshaus Walddrehna, historische Aufnahme um 1900 vom Lindenplatz

- Das Gutshaus wurde in der 2. Hälfte des 17. Jahrhunderts als einfacher eingeschossiger Putzbau mit Krüppelwalmdach errichtet. Neben der noch existierenden Scheune befanden sich auf dem Gutshof ein großer massiver Kuhstall, ein Pferdestall und eine Brennerei.
- Im Jahr 1875 wurde der Bahnhof Wendischdrehna eröffnet. Dieser wurde als zweigeschossiger Klinkerbau mit Fachwerkgüterschuppen errichtet und während der wechselvollen Geschichte mehrfach umgebaut. Zum Bahnhof gehören ein Toilettenhäuschen und ein Stallgebäude aus Klinker.

In der Liste der Baudenkmale in Heideblick sind für Walddrehna zwei Baudenkmale aufgeführt. Das sind außer der Dorfkirche ein Wohnhaus (Doppelstubenhaus; Walddrehna Hauptstraße 33) mit Pflasterung zum Hauseingang und Stallgebäude sowie Hausbaum.

### Natur
Die Gehrener und Walddrehnaer Berge sind Teil des Niederlausitzer Landrückens und bilden hier den markantesten Abschnitt. Während der Saalekaltzeit im sog. Warthestadium schoben die Gletscher die Erd- und Geröllmassen bis in den Süden Brandenburgs. Hier lagerten sich diese Erdmassen nach dem Abtauen des Eises ab und bilden heute den Höhenzug des Flämings und südöstlich daran anschließend den Niederlausitzer Grenzwall.

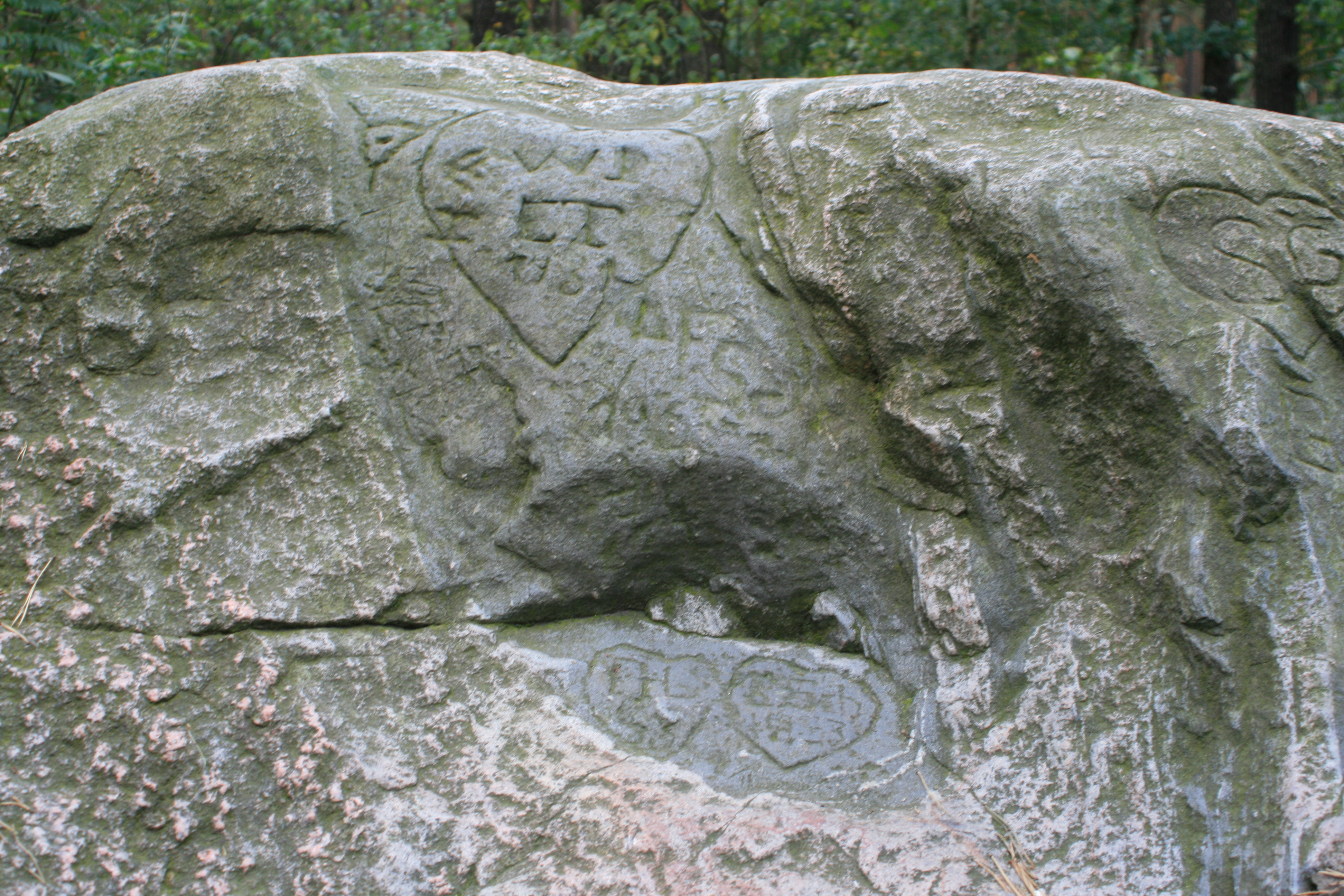
Detail des Teufelsteins

Neben der landschaftsbildenden Überformung ist es auch den Gletschermassen Skandinaviens zu verdanken, dass ganz in der Nähe des Königsbergs der größte Findling Südbrandenburgs zu finden ist. Der sagenumwobene Teufelsstein hat einen Umfang von 12 Metern, misst in der Länge 4,5 m und in der Breite 2,5 m.